# 和白干潟

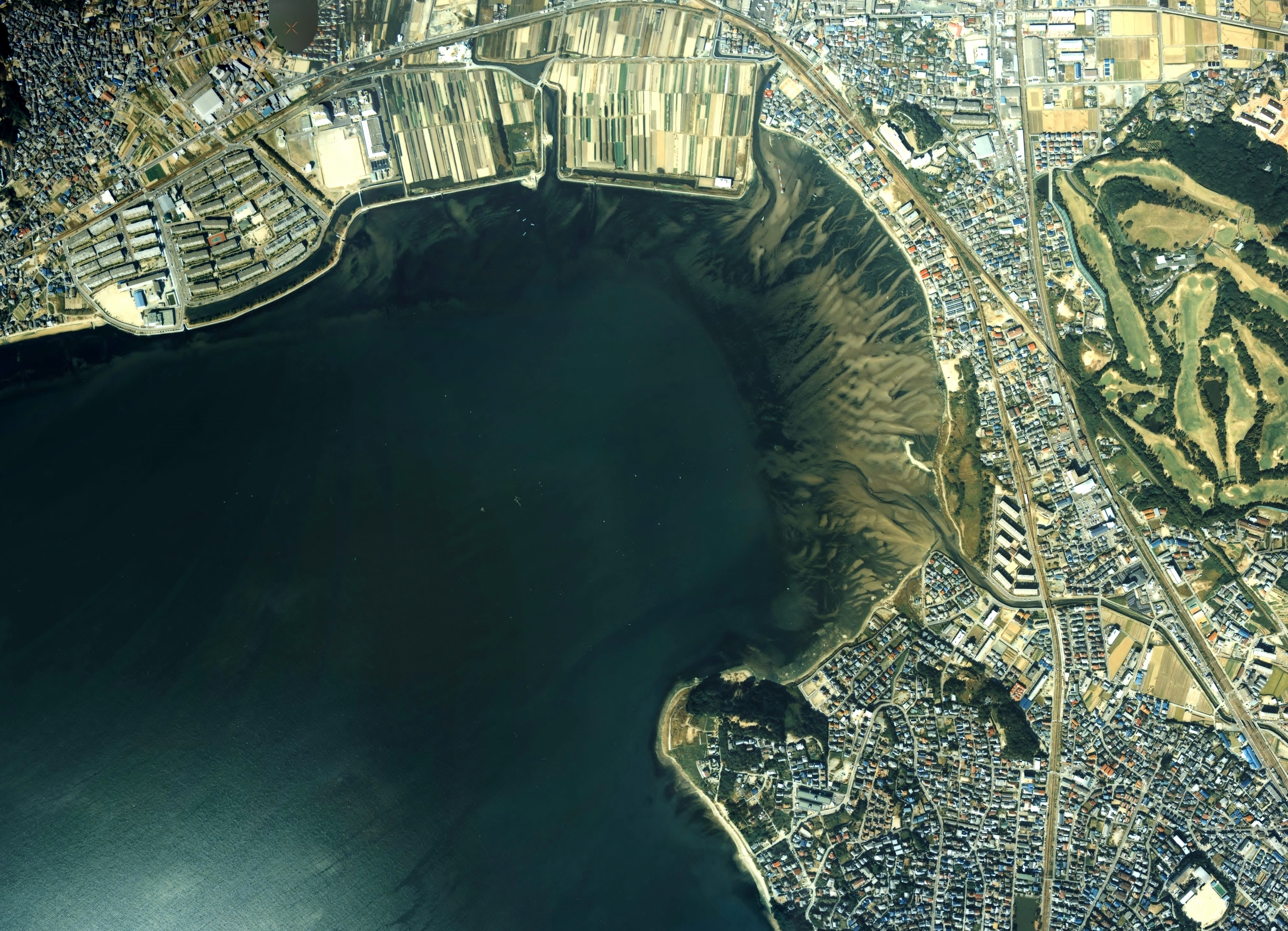
和白干潟周辺の空中写真。1987年撮影の2枚を合成作成。
。

和白干潟（わじろひがた）は、博多湾の北東端に位置する面積約80ヘクタールの干潟である。福岡市東区に属する。
冬季には大都市の近くでありながら多くの海鳥が飛来するバードウォッチングのポイントとしても知られる。

## 概要
干潟は砂質で、海岸線はほぼ西向きに開けており、南北が1km程度の三日月型をし、干潮時には沖数百mまで砂地が広がる。干潟内北端近くにはRKB毎日放送のラジオ塔があり、北の端は塩田として江戸時代に作られた塩浜の干拓地となっている。南側には唐原川が流れ込み、その西は「牧の鼻」とよばれる丘陵がある。奥まった入江になった博多湾東部では、明治期頃までは和白干潟を含め、香椎、多々良川河口付近などにこうした多くの干潟が発達していた。福岡都市圏の拡大と共にこれらの干潟はほぼ埋め立てられ、現在は和白干潟がこの地域に唯一残った干潟となっている。
和白干潟は、ウミニナやゴカイ類等の底生動物が分布し、それらを餌とする鳥類が多く生息・飛来する。環境省の調査では95種が報告されており、「和白干潟を守る会」によると1980年以降では235種が確認されている。その中には、シロチドリやトウネン、ハマシギなどのシギ・チドリ類や、ツクシガモ、クロツラヘラサギやズグロカモメ等の絶滅危惧種も含まれており、和白干潟はそれらの渡り鳥の重要な越冬地や中継地となっている。そのため、2003年（平成15年）11月1日に、干潟と前面海域、面積254haが国指定和白干潟鳥獣保護区（集団渡来地）に指定された。

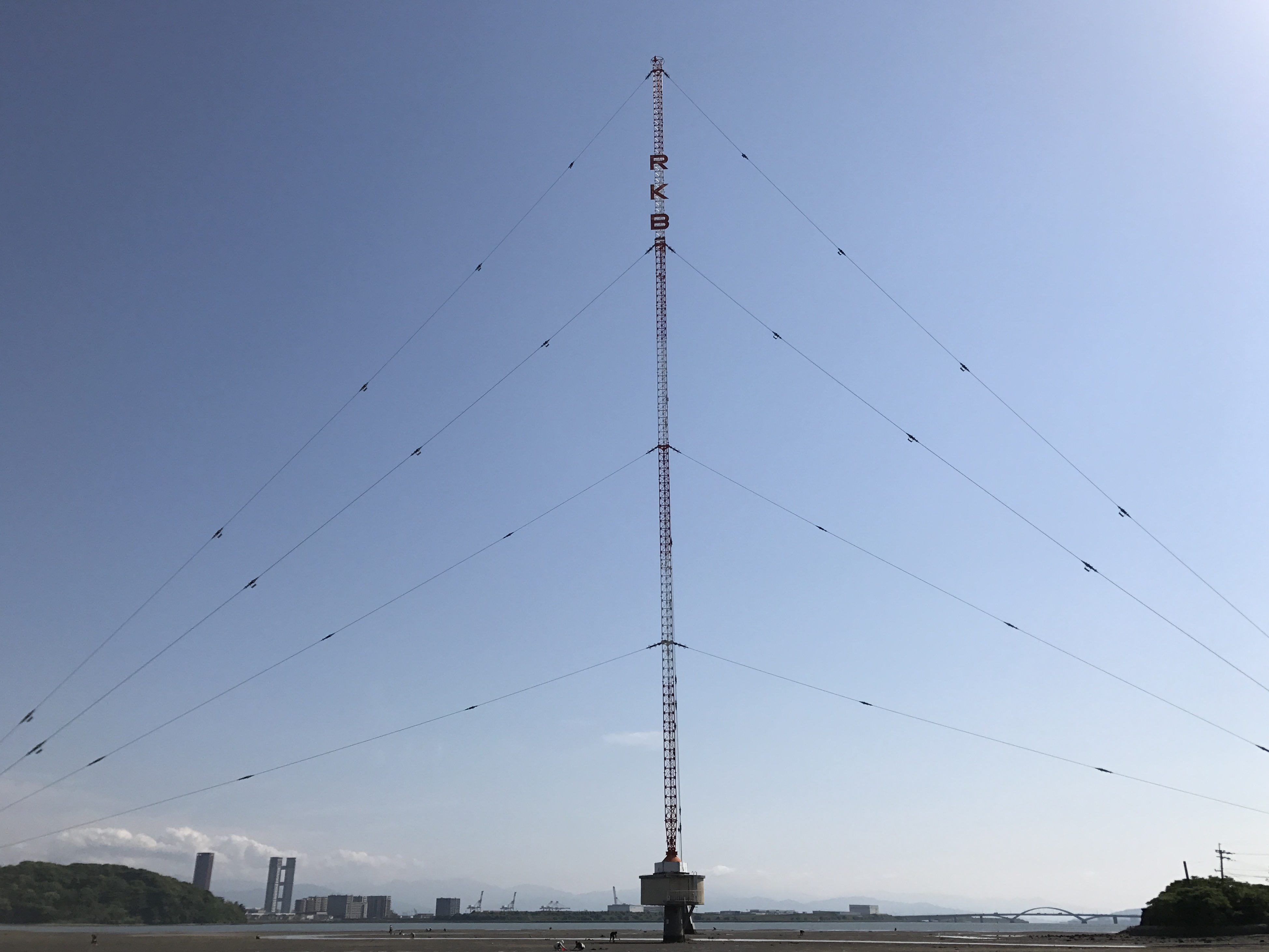
和白干潟に聳えるRKBのラジオ塔

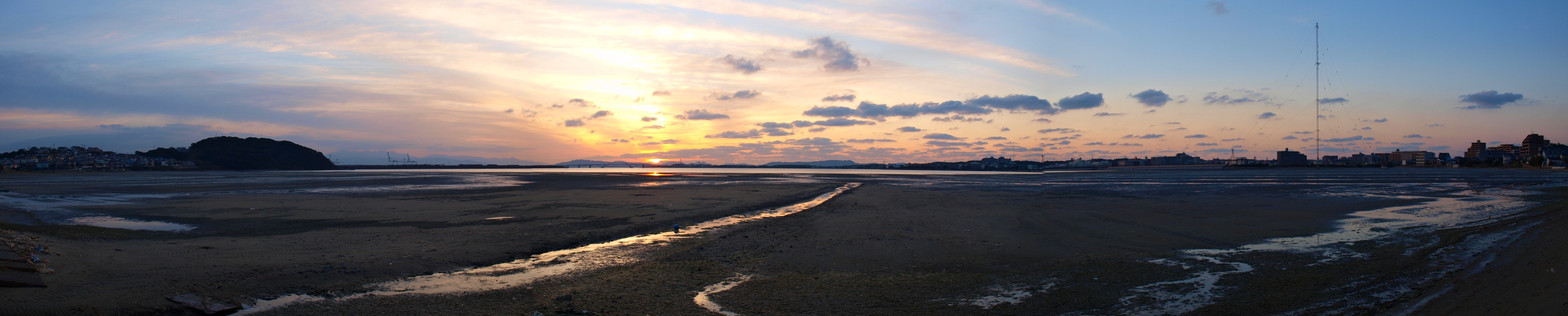
和白干潟

### 人工島問題

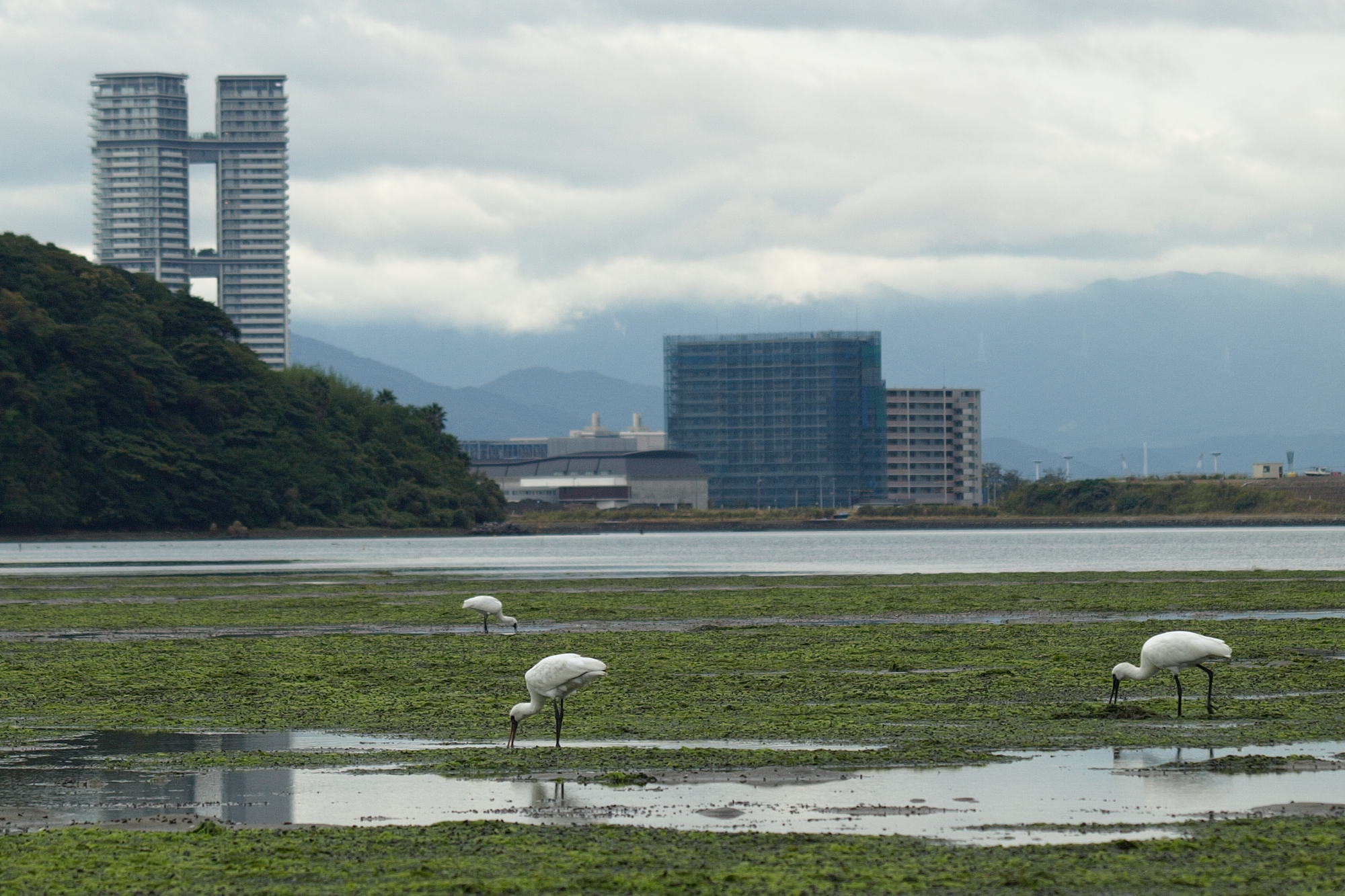
大量発生したアオサ

和白干潟ではかつて1978年に全面を埋め立てる計画が立てられたが、市民団体からの反対などによって撤回された。この計画に代わる形で、和白干潟の沖に福岡市中心街の広さに匹敵する約401ヘクタールの面積を持つ人工島（福岡アイランドシティ）の建設が決定し、同様に市民団体から干潟の環境への悪影響を懸念する声が寄せられたが、1994年に着工した。
人工島の着工間もない1995年頃から、和白干潟では夏になると海藻（アオサ）の大量発生が見られるようになり、その原因として人工島の埋め立てに伴う海水交換の阻害が指摘されている。アオサは適量であれば野鳥などの餌となるものの、大量発生すると干潟の泥の中に住む二枚貝やゴカイなどの生物を酸欠によって死滅させ、腐敗による悪臭の発生を招くことになる。市民団体などはアオサの大量発生によって和白干潟のヘドロ化が進行し、観測された渡り鳥の羽数が着工前から大きく減少していると主張しているが、人工島の建設を主導した福岡市は、変化が見られた項目もあったものの変動範囲内であり問題はないとする環境調査結果を出しており、状況の認識については論争がある。なお人工島の着工と時を同じくする1994年には、市民団体が福岡市を相手に人工島建設の中止を求める裁判を起こしているが、福岡地方裁判所による1998年の判決では、裁判所は福岡市が事前に行った環境アセスメントの問題点を指摘しつつも、建設の中止については棄却するという判断を下している。
「和白干潟を守る会」では、水鳥と湿地の保全に関する国際条約である「ラムサール条約」に和白干潟が登録されることをめざしており、ラムサール条約と和白干潟についての普及啓発パンフレット「ラムサール条約と和白干潟」を作成している。福岡市ではアオサの大量発生に伴う悪臭や生態系への影響を防止し自然環境を保全するという観点から、ボランティアを募ってアオサの回収を行ったり、海中のアオサをベルトコンベアで巻き上げる回収船を用いたり、回収したアオサを人工島の埋め立てに用いるなど、アオサの処理に年間約3,000万円の予算を投入している。こうした対策は一定の効果を挙げているものの抜本的な解決にはならず、地域住民の関心も決して高くない。

## 交通
- 鉄道の場合、西鉄貝塚線とJR香椎線が海岸線に沿ってすぐかたわらを通る。貝塚線の唐の原駅または和白駅、もしくは香椎線の和白駅で下車。